# Bahnhof Kronach
Der Bahnhof Kronach steht in der Kreisstadt Kronach im bayerischen Regierungsbezirk Oberfranken. Er ist ein Durchgangsbahnhof an der Frankenwaldbahn von Lichtenfels nach Saalfeld und war früher ein Trennungsbahnhof, an dem die Rodachtalbahn nach Nordhalben abzweigte. Die nächsten Haltepunkte sind Neuses bei Kronach in Richtung Süden und Gundelsdorf im Norden; auf der Rodachtalbahn lag der nächste Haltepunkt im Kronacher Stadtteil Höfles. Der Bahnhof Kronach verfügt über fünf Bahnsteiggleise und ein Abstellgleis ohne Bahnsteig sowie mehrere Stumpfgleise.

## Geschichte

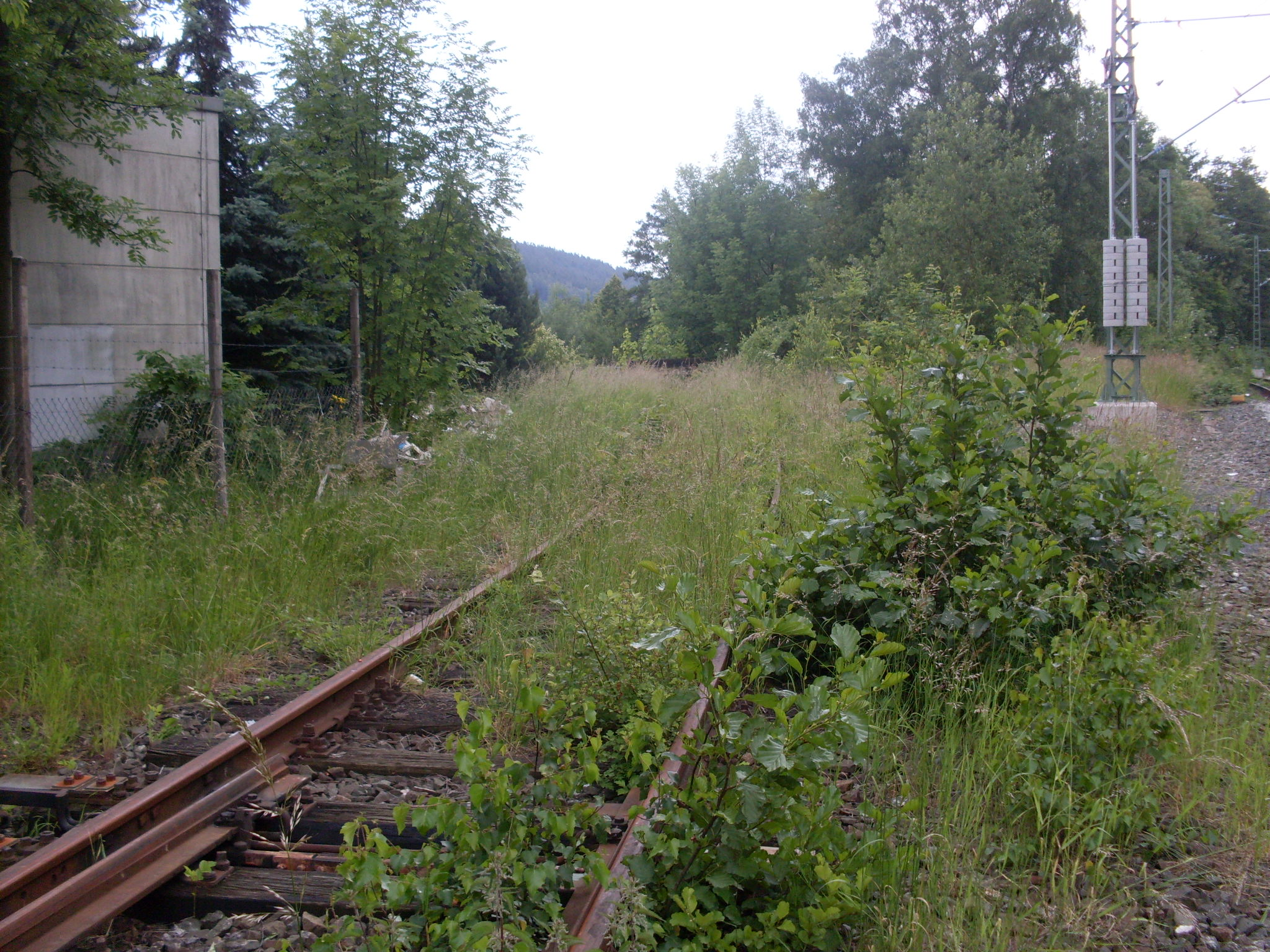
Der ehemalige Abzweig der Rodachtalbahn

Mit einem Stadtratsbeschluss vom 12. April 1853 wurde beim bayerischen König Maximilian II. erstmals die Bewilligung zum Bau einer Eisenbahnlinie von Hochstadt nach Gundelsdorf erbeten, mit der die Stadt Kronach an das bereits bestehende Eisenbahnnetz in Bayern angeschlossen werden sollte. Diese Genehmigung wurde nach mehreren Besuchen des Kronacher Bürgermeisters Carl Mertel in München schließlich am 27. März 1860 offiziell erteilt. Bereits in den Monaten zuvor waren verschiedene Verträge zwischen der Stadt Kronach, den königlichen Verkehrsanstalten, der königlichen Bankdirektion und Theodor Freiherr von Cramer-Klett über Finanzierung und Bau der Eisenbahnlinie geschlossen worden.
Unstimmigkeiten gab es zunächst bei der Standortwahl für den Bahnhof. Die königlichen Ministerien hatten hierfür aus strategischen Überlegungen die am Nordwestrand der heutigen Kernstadt und damals noch außerhalb des eigentlichen Stadtgebiets gelegenen Hofwiesen vorgesehen: Der Bahnhof sollte vollständig von der Festung Rosenberg aus einsehbar sein, um im Bedarfsfall ein freies Schussfeld zu haben. Am von der Stadt favorisierten Standort direkt an der Südwestseite des damaligen Stadtgebiets, dem Ziegelanger, war die Sicht von der Festung durch mehrere Gebäude der dazwischenliegenden Stadt eingeschränkt. Erst nach einem weiteren Besuch von Bürgermeister Mertel in München, wo er bei König Maximilian persönlich vorsprechen durfte, wurde die Standortwahl der Stadt genehmigt. Für den Bau der Bahnstrecke und des Bahnhofs wurden 17 Wohnhäuser, mehrere Scheunen, eine Ziegelei und die südlich der Kernstadt am Ufer der Haßlach gelegene Bergmühle abgebrochen. Daneben mussten in Handarbeit mehrere Ausläufer der westlich der Stadt gelegenen Haßlacherbergkette abgetragen werden.
Der erste Personenzug erreichte Kronach am 15. Dezember 1860, offiziell eingeweiht wurde die Strecke zwischen Hochstadt und Gundelsdorf am 20. Februar 1861. Mit dem 26. Juli 1900 wurde von Kronach aus auch der Betrieb auf der Rodachtalbahn aufgenommen. Nach dem Zweiten Weltkrieg verlor der Bahnhof während der Deutschen Teilung weitgehend an Bedeutung, nachdem die Frankenwaldbahn eingleisig zurückgebaut worden war und die meisten Züge nur noch bis Ludwigsstadt, kurz vor der innerdeutschen Grenze, fuhren. Die einzigen Fernverkehrsverbindungen waren die Interzonen- und Transitzüge von München nach Berlin, die in Kronach hielten. Im Jahr 1976 wurde der Personenverkehr auf der Rodachtalbahn eingestellt. Nach der Deutschen Wiedervereinigung wurde die Frankenwaldbahn wieder zweigleisig ausgebaut und InterCity- und Interregio-Züge verkehrten auf der Strecke mit Halt in Kronach.
Am 7. Mai 1995 ging ein Elektronisches Stellwerk im Bahnhof in Betrieb.
Mit der Stilllegung des Güteranschlusses zur ortsansässigen Loewe AG im Jahr 2002 verlor auch der Güterbahnhof an Bedeutung und wurde ebenfalls stillgelegt und teilweise zurückgebaut. Im selben Jahr wurde auch die gesamte Rodachtalbahn stillgelegt und 2005 bis auf ein Teilstück zwischen dem Bahnhof Kronach und dem Gelände der Landesgartenschau und den heute als Museumsbahn im Inselbetrieb erhaltenen Abschnitt von Steinwiesen nach Nordhalben zurückgebaut. Seit dem Fahrplanwechsel im Dezember 2007 hielt in Kronach kein Fernverkehr mehr, sondern nur noch Regional-Express-Züge und Regionalbahnen. Seit dem Fahrplanwechsel im Dezember 2017 hielt wieder ein Intercity-Zugpaar auf der Strecke Leipzig–Karlsruhe in Kronach. Seit Dezember 2023 halten die Intercity-Züge zweistündlich in Kronach.

## Empfangsgebäude

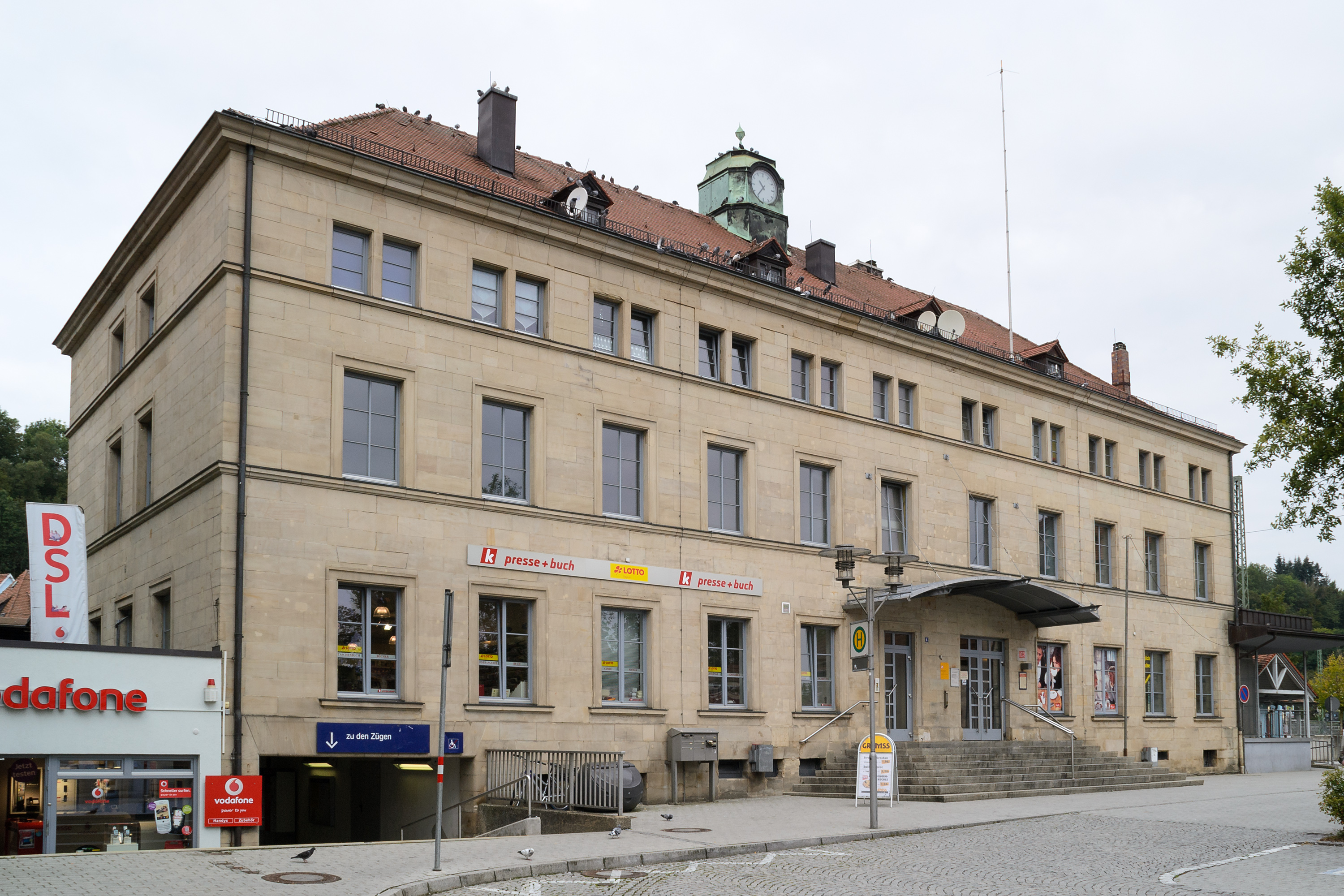
Empfangsgebäude des Bahnhofs

Beim Empfangsgebäude des Bahnhofs handelt es sich um einen als Baudenkmal geschützten dreigeschossigen Walmdachbau aus Sandsteinquadern. Das Gebäude wurde 1860/61 in kleinerer Form errichtet und um 1930 auf die heutige Größe erweitert. Es besitzt zwei Eingänge: einen Haupteingang am Bahnhofsvorplatz und einen auf Bahnsteig 1. Die 1861 entstandene Überdachung des Bahnsteigs mit gusseisernen Säulen und Schneckenornamentstreben steht ebenfalls unter Denkmalschutz. Im Empfangsgebäude befinden sich eine Buchhandlung und die Mobilitätszentrale des Landkreises Kronach.

## Bahnsteige
Alle Bahnsteige sind vom Bahnhofsvorplatz durch eine Unterführung und nur durch Treppen erreichbar. Alle Bahnsteige sind mit Zugzielanzeigern ausgestattet.
Am 19. Februar 2024 beantragte die DB InfraGO die Genehmigung für einen barrierefreier Ausbau des Bahnhofs, in dessen Zusammenhang die Bahnsteige rück- und mit einer Bahnsteighöhe von 76 cm neugebaut werden sollen. Dabei sollen die Bahnsteigkante an Gleis 5 ersatzlos entfallen und die Baulängen auf 170 m (Gleis 1 und Gleis 4) bzw. 210 m (Gleis 2/3) verkürzt werden.

### Hausbahnsteig 1
Vom Empfangsgebäude gelangt man auf den Hausbahnsteig mit Gleis 1. Der überdachte Bahnsteig ist 212 Meter lang und hat eine Kantenhöhe von 34 Zentimetern. Dort befinden sich Fahrkartenautomaten für den Nah- und Fernverkehr, Sitzgelegenheiten und ein Fahrradabstellplatz. Dort halten nur zwei Personenzüge nach Saalfeld und von Lichtenfels/Bamberg.

### Mittelbahnsteig 2/3
Die Gleise 2 und 3 sind die durchgehenden Hauptgleise des Bahnhofs und werden daher am meisten genutzt. Der Mittelbahnsteig 2/3 ist 264 Meter lang und besitzt eine Kantenhöhe von 38 Zentimetern. Auf Gleis 2 fahren meist die Züge in Richtung Norden, also in Richtung Saalfeld, während auf Gleis 3 fast alle Züge nach Süden, in Richtung Lichtenfels, fahren. Der Bahnsteig ist überdacht, bietet Sitzgelegenheiten, einen Snackautomaten und eine Informationstafel mit Fahrplan.

### Mittelbahnsteig 4/5
Der Bahnsteig 4/5 ist nicht überdacht und hat keine Sitzgelegenheiten. Er ist von 236 Meter lang und hat eine Kantenhöhe von 38 Zentimetern. An Gleis 4 kommen fast alle Personenzüge aus Lichtenfels und Nürnberg an, die in Kronach enden. Nach der Erneuerung von Gleis 5 wird dieses oft zum Abstellen von Personenzügen genutzt.

## Güteranlagen

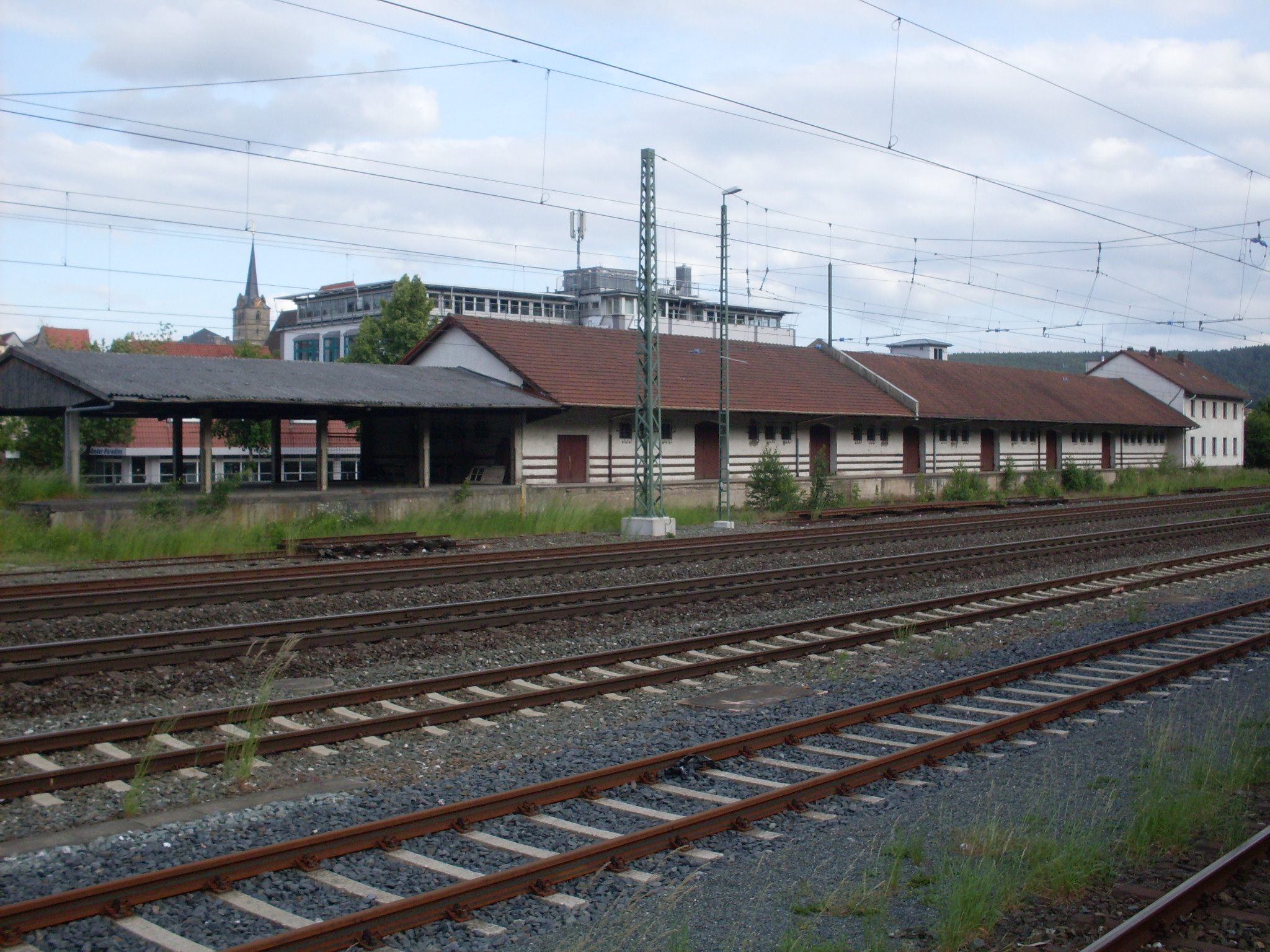
Der ehemalige Güterbahnhof

Kronach besaß früher einen nördlich des Bahnhofs gelegenen Güterbahnhof, der im Jahr 2002 stillgelegt wurde. Er bestand aus einer Laderampe, Güterschuppen und zwei Gleisen. Hauptsächlich wurden dort die Waggons der Loewe AG rangiert. Drei weitere Gütergleise befinden sich südlich des Postgebäudes, werden heute jedoch nur noch selten genutzt. Derzeit wird fast ausschließlich die Laderampe beim nördlich des Bahnhofs gelegenen Stellwerk zum Beladen von Holzwagen genutzt. Früher waren zwei Lokomotiven der Baureihen V 60 und 333 für den Güterverkehr und das Rangieren von Waggons in Kronach stationiert.

## Verkehrsanbindung

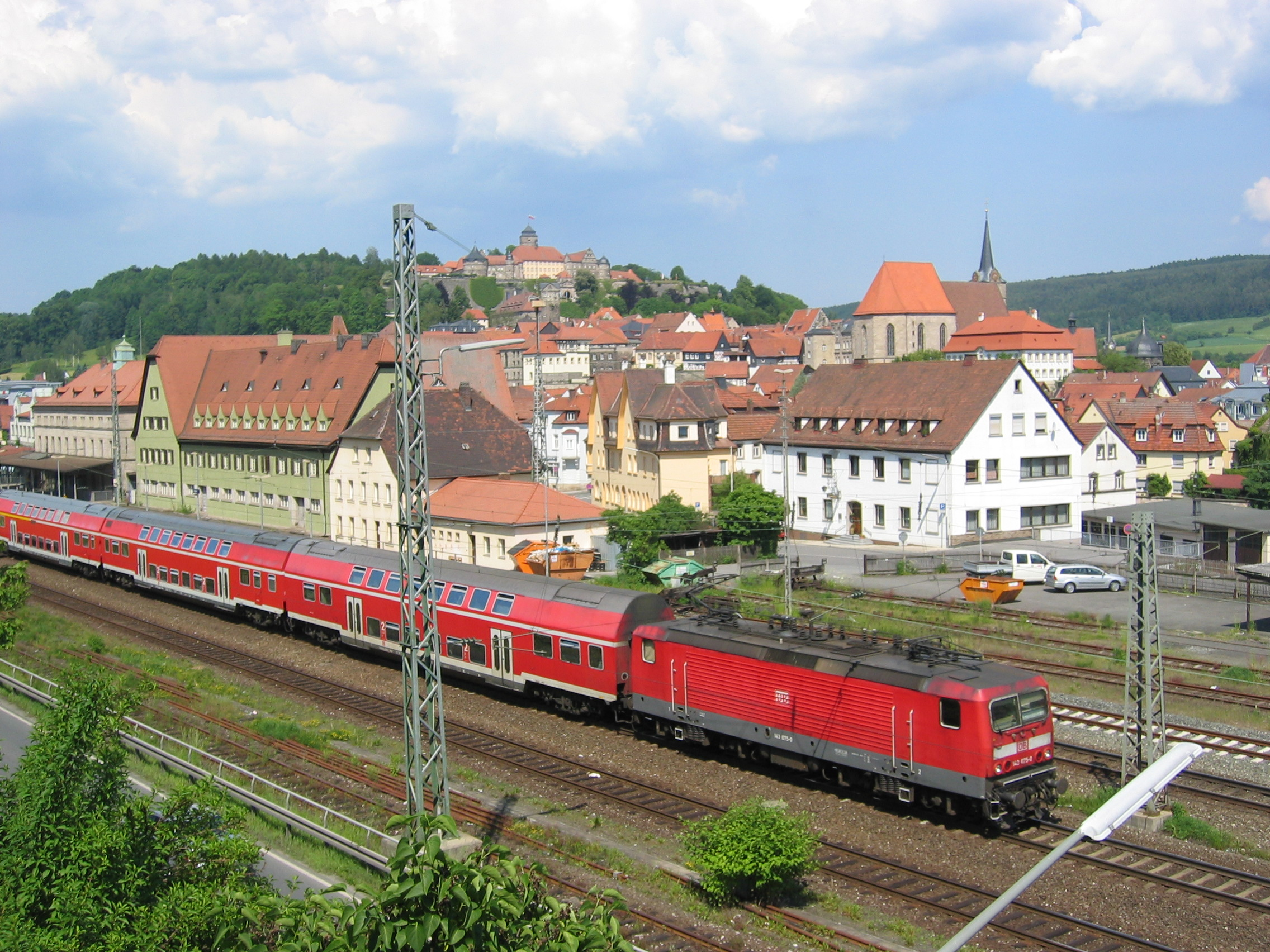
Eine Lokomotive der Baureihe 143 mit Doppelstockwagen als Regionalbahn nach Lichtenfels. Rechts neben der Lok befinden sich Abstellgleise, das grüne Gebäude ist die Post, links daneben das Bahnhofsgebäude.

Der Bahnhof wird durch eine Intercity-, eine Regionalexpress- und eine Regionalbahn-Linie bedient. Durch die Linie IC 61 besteht fünfmal am Tag eine Verbindung nach Leipzig und Karlsruhe, wobei tagsüber ein Zweistundentakt besteht. Sie wird von DB Fernverkehr mit IC2-Garnituren bedient. Die beiden Regionalverkehrslinien sind Teil des Franken-Thüringen-Express und werden von DB Regio Bayern mit Siemens Desiro HC (Baureihe 1462) gefahren. Sie stellen eine Verbindung nach Saalfeld und Bamberg beziehungsweise weiter bis Nürnberg dar.
| Linie                    | Linienverlauf | Takt (min)          |
| ------------------------ | --- | ------------------- |
| IC 61                    | Leipzig Hbf – Naumburg Hbf – Jena – Saalfeld – Kronach – Lichtenfels – Bamberg – Nürnberg Hbf – Stuttgart Hbf – Karlsruhe Hbf | fünf Zugpaare (120) |
| RE14                     | Saalfeld – Probstzella – Ludwigsstadt – Kronach – Lichtenfels – Bamberg – Erlangen – Nürnberg Hbf                             | 060                 |
| RB25                     | Kronach – Hochstadt-Marktzeuln – Lichtenfels – Breitengüßbach – Bamberg                                                       | 060                 |
| Stand: 10. Dezember 2023 | |                     |

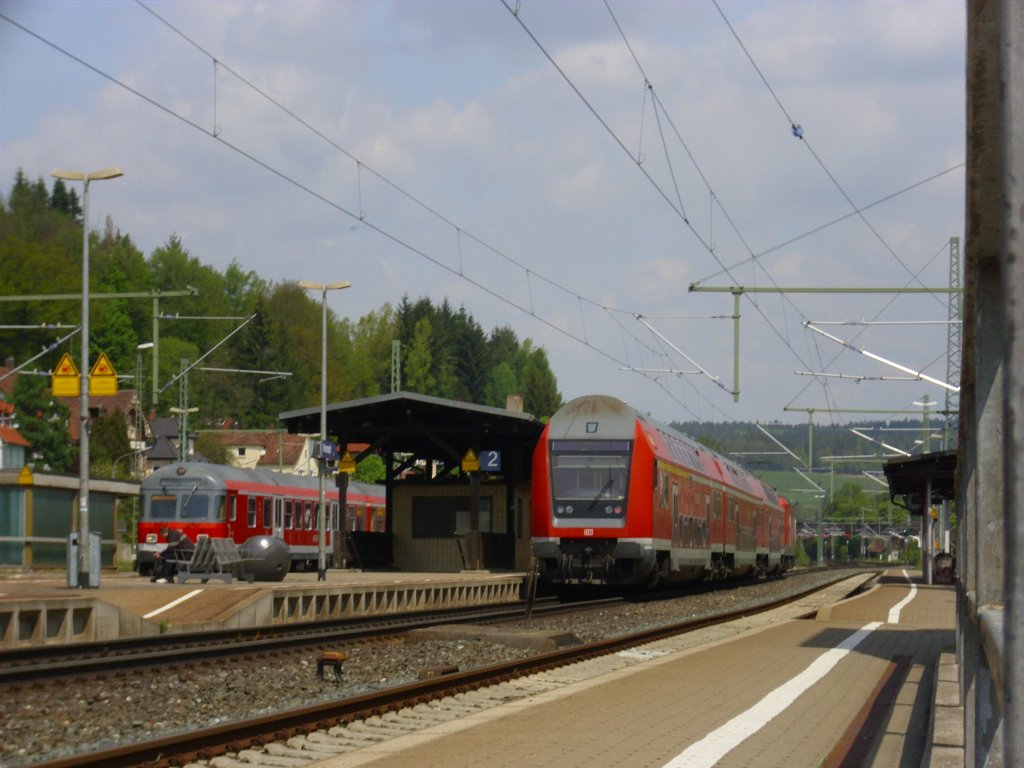
Eine Regionalbahn nach Naumburg wartet auf Gleis 2 auf die Abfahrt
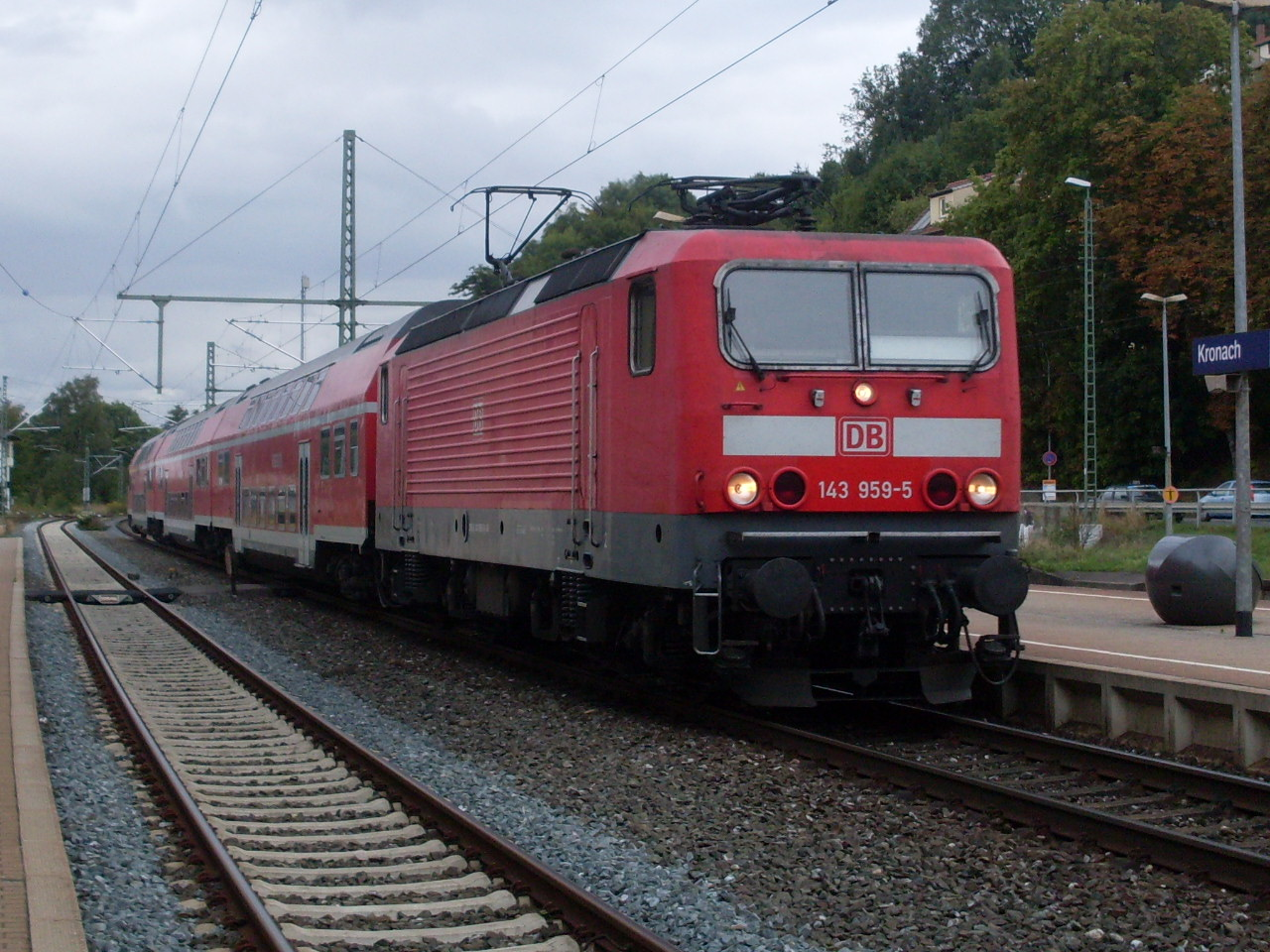
Eine Regionalbahn nach Naumburg fährt auf Gleis 2 in Kronach ein
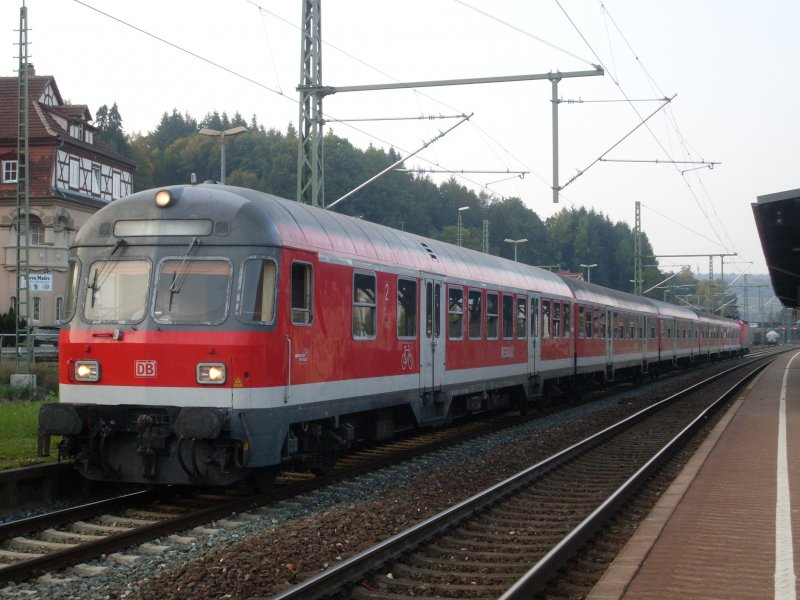
Eine Regionalbahn von Kronach nach Lichtenfels steht auf Gleis 4
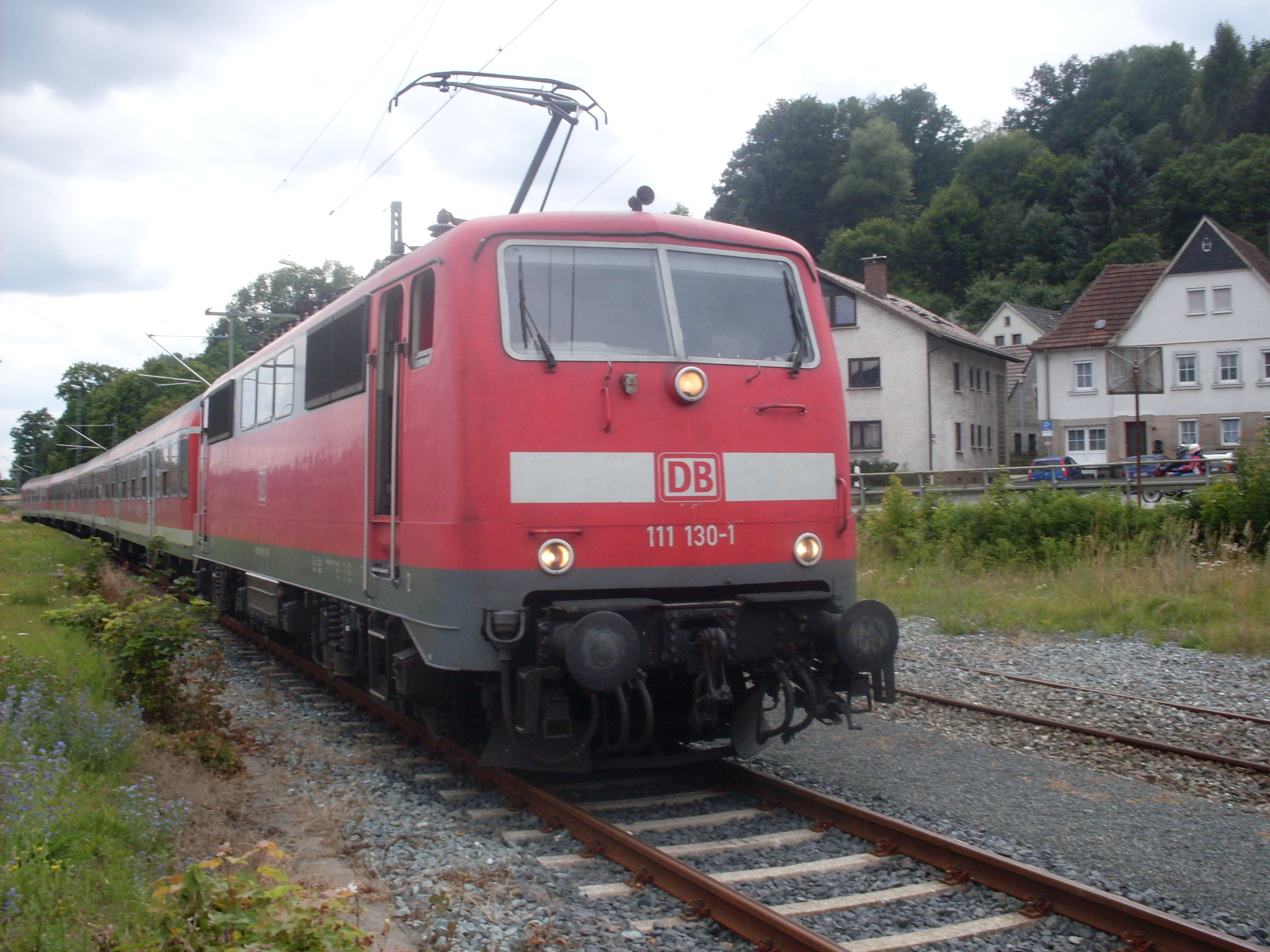
111 130-1 mit einer Regionalbahn aus Lichtenfels auf Gleis 5 in Kronach
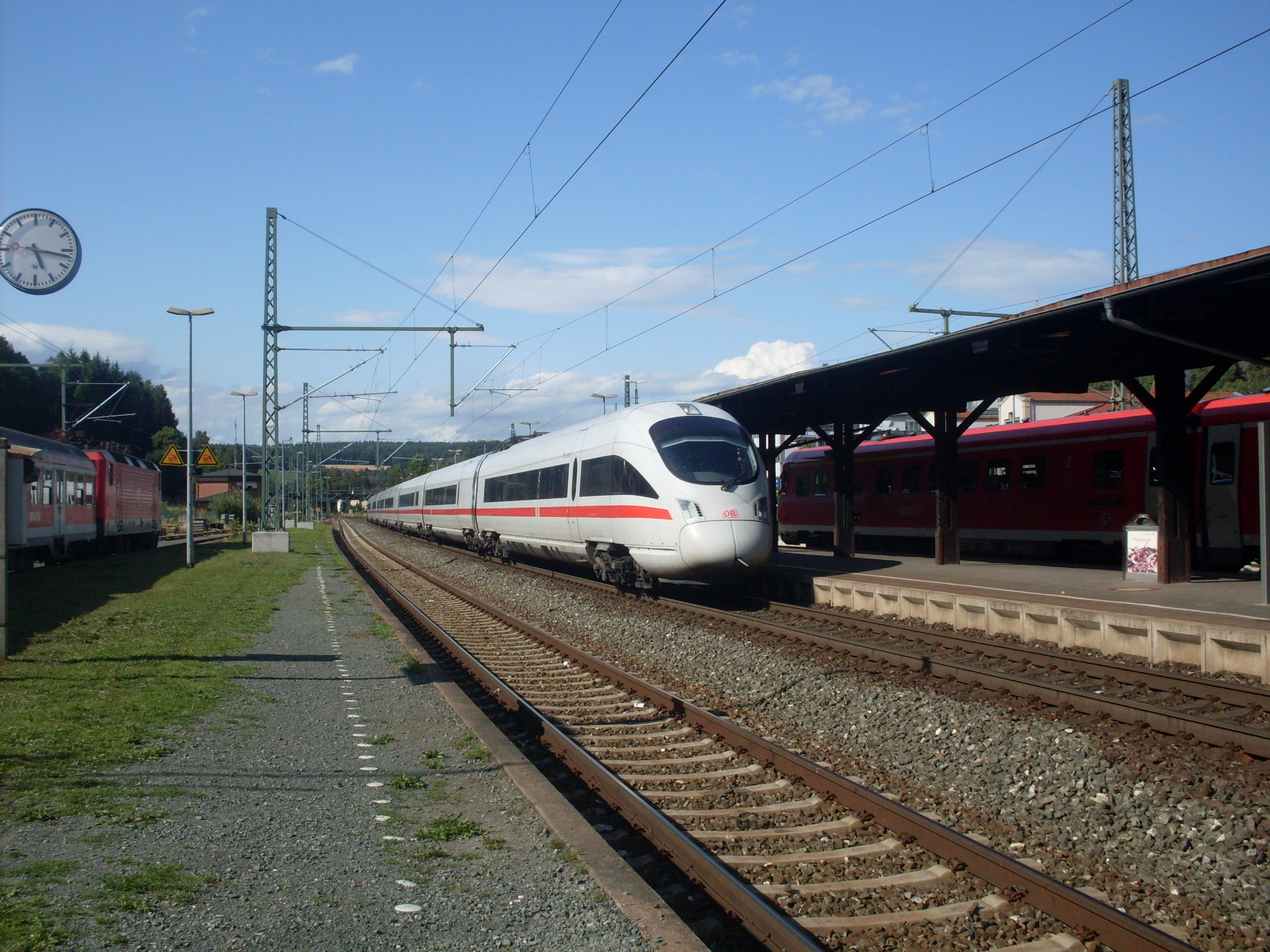
Ein ICE T nach München bei der Durchfahrt in Kronach

Auf dem Bahnhofsvorplatz befinden sich ein Taxistand und eine Haltestelle des Stadtbus Kronach. Nördlich des Bahnhofs liegt der Busbahnhof, von dem aus Busse Kronach mit dem Landkreis Kronach und benachbarten Landkreisen verbinden. Auf dem Bahnhofsvorplatz und am Busbahnhof befinden sich Parkplätze.

## Lage
Der Bahnhof liegt im Westen Kronachs zwischen der Altstadt und dem Haßlacher Berg. Zu Fuß benötigt man vom Bahnhof aus etwa fünf Minuten zur Innenstadt und ungefähr zehn Minuten zur Altstadt.